# オリンピコ (プロレスラー)
オリンピコ（Olimpico）のリングネームで知られるジョエル・ガルシア（Joel Bernal Galicia、1965年12月6日 - ）は、メキシコのプロレスラー。メキシコシティ出身。
息子はエクソディア。

## 来歴
父はロイ・アギーレ。1992年9月にデビュー。CMLLを拠点としていた。のちにAAAにも上がった。
1998年2月6日にはカルロフ・ラガルデ・ジュニアを破りCMLL世界ウェルター級王座を奪取。1999年2月27日には日本にてスペル・デルフィンに同ベルト防衛に失敗。
2005年8月30日にはレイ・ブカネロと組んで棚橋弘至、中邑真輔の持つIWGPタッグ王座に挑戦するも敗退。2007年にはみちのくプロレスの「ふく面ワールドリーグ戦」にアトランティスと一緒に来日、準々決勝で敗退。同年フリーになりIWRG、WWAなどのインディマットを転戦。WWAではミドル級の王座も奪取している。
2010年5月、CMLLに復帰。9月3日には12人制バトルロイヤルケージマッチでラ・ソンブラに敗れて素顔になった。

## 得意技
- ボディシザース
- クロスチョップ
- リンギーナ

## 獲得タイトル
CMLL
- トルネオ・グラン・アルタナティバ ： 2001年度優勝

w / シコデリコ・ジュニア
- CMLL世界ウェルター級王座 ： 2回
- メキシコナショナルトリオ王座 ： 2回

1回目 w / サファリ & ミステル・ニエブラ
2回目 w / ボラドール・ジュニア & シコシス
- オクシデンテヘビー級王座

WWA
- WWA世界ミドル級王座 ： 1回